# Go-gol
Go-gol was een voornamelijk Friestalig internettijdschrift, dat werd uitgegeven door de Stichting Cepher. De redactie bestond uit Eeltsje Hettinga, Arjan Hut en Elske Schotanus. Naast bijdragen van de redactie - vaak columns, maar ook recensies over Friese literatuur - waren er teksten te lezen van Huub Mous en Philippus Breuker. In 2011 is Stichting Cepher gestopt met het maken van Go-Gol.